# Vyhlídka na věčnost
Vyhlídka na věčnost je fantasy román českého autora Jiřího Kulhánka, vydaný v roce 2011. Vypráví o hlavním hrdinovi panu Mluvčím, který se musí vypořádat nejen s mrtvolami a upíry, ale i celým peklem. Autor zde opět využívá černého humoru, spádného děje a hrdiny s nadpřirozenými schopnostmi. Kniha volně navazuje na knihu Noční klub.

## Děj
Hlavní hrdina Jan Lánský je Mluvčím vlivné společnosti Distribuované banky, kde jeho práce mj. obnáší doručování vzkazů špatným lidem – Mluvčí je tedy profesionálním zabijákem, který se však při své práci zaplete s upíry (stejné postavy jako z autorova předchozího, dvojdílného Nočního klubu). Je mu posléze doporučeno zrušení celé společnosti a brzké vystěhování z České republiky.
Bývalý Mluvčí se tak společně se členkou české tajné služby, agentkou Alicí Fajtovou stávají nájemnými žoldáky, kteří jsou ale donuceni pracovat mimo Evropu. Jednoho dne je najme bohatý šlechtic sir Henry, aby se společně vydali do pekla pro Luciferovu hlavu. Při tvorbě námětu pekla autor volně vychází z Danteho Božské komedie a celkově můžeme v díle najít mnoho biblických odkazů a jiných aluzí. Po dlouhém výcviku se Lánský, Fajtová, sir Henry a jejich průvodce Padre vydají do pekla, kde se jim nakonec podaří projít všemi jeho stupni (Kulhánek, podobně jako Dante, peklo rozdělil na jednotlivé části tzv. Kruhy, tedy vlastně patra v podzemí Vesuvu.) a s použitím vyspělé techniky Luciferovu hlavu získat. Ven se však dostanou pouze sir Henry a agentka Fajtová, kteří Jana opustí těsně před odchodem z Luciferova paláce.
Padre je zabit při pokusu usednout na Luciferův trůn. Jan je tedy vydán napospas všem démonům, naštěstí se při nehodě srazí s jedním z tzv. Velkých démonů Velkým leopardem, se kterým pak sdílí vlastní lidské tělo, což mu propůjčuje nadlidské schopnosti. Peklo má však nového vůdce – je jím nikdo jiný než Adolf Hitler a jeho přívrženci, před kterými musí po mnoha bojích Velký leopard utéct zpět do světa lidí. Vůdce se nevzdává, a tak nechává mrtvé povstat ze svých hrobů. Jan Lánský stále uniká až do Ameriky, kde se ale postupně zvedají nové a nové vlny Vůdcova pronásledování.
Hrdina při svém zběsilém úprku před tzv. zónami mrtvých a dalších vůdcových následovníků cestou nabírá malou holčičku Fionu a agentku Megan Konrádovou, se kterými uniká pro pomoc k českým upírům až do Prahy. Vůdce však posílá ještě vice smrtelné démony, a tak jediný kdo přežívá pražský masakr je Mluvčí, Fiona a lesbická upírka Karolína. Společně tak postupně zažívají další hru o život, a postupně stmelují vlastní vztahy. Hrdina se nicméně musí vypořádat s celým peklem, a tak za pomoci Velkého leoparda a později i Lucifera (popř. jeho hlavy) poráží Vůdce a jeho SS, aby se mohl navrátit zpět ke své milované upírce Karolíně a Fioně.

## Zajímavosti
- v úvodu této dlouho očekávané[4] knihy se dozvídáme, že byla napsána mezi 1. až 29. listopadem roku 2007, autor však knihu ještě 4 roky piloval, než vyšla ve svém konečném znění v roce 2011
- kniha je opět plná drsné akce, černého humoru a vtipných hlášek[5]
- na rozdíl od předchozích děl se autor více zaměřil na romantické vztahy[6]